# Juste-Aurèle Meissonnier

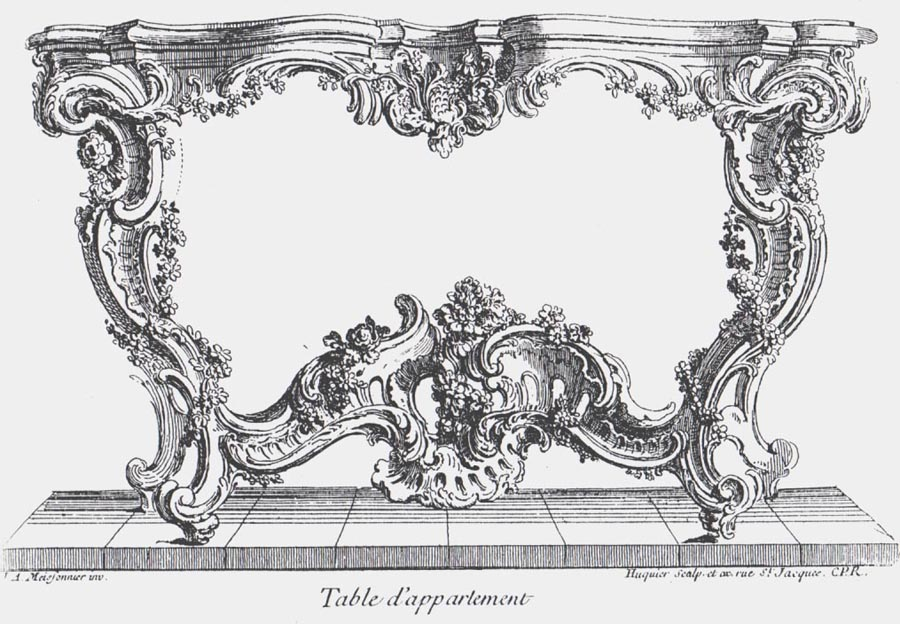
Entwurf für einen Tisch, Paris um 1730.

Juste-Aurèle Meissonnier (* 1695 in Turin; † 31. Juli 1750 in Paris) war Zeichner, Maler, Bildhauer, Goldschmied und Architekt des französischen Rokoko.

## Leben
Juste-Aurèle lernte bei seinem Vater Etienne Meissonnier, bevor er nach Paris ging. Dort arbeitete er u. a. einige Jahre in der Gobelin-Manufaktur. Im September 1724 erhielt er ein königliches Diplom der Goldschmiede (brevet de la coopération des Marchands Orfèvres Joailliers). 1726 wurde er offizieller Hofzeichner von Ludwig XV. (Dessinateur de la Chambre et du Cabinet du Roi; Nachfolger von Jean Bérain dem Jüngeren, 1678–1726). Am französischen Hof war er seitdem für die Hoffeste (siehe Menus-Plaisirs du Roi) verantwortlich. Er arrangierte 1729 u. a. das Fest einschließlich Feuerwerk anlässlich der Geburt des Thronfolgers in Versailles. Meissonnier war an der Innengestaltung von Schloss Choisy und Schloss Fontainebleau beteiligt.

## Werke
- Livres d'ornements en trente pièces (1734)
- Ornements de la carte chronologique
- Gabriel Huquier, Oeuvre de Juste-Aurèle Meissonnier (1742–51)